# Стрибки з трампліна на зимових Олімпійських іграх 1980
Змагання зі стрибків з трампліна на зимових Олімпійських іграх 1980 тривали з 17 до 23 лютого в Олімпійському трамплінному комплексі Лейк-Плесіда (США). Розіграно два комплекти нагород.

## Чемпіони та призери

### Таблиця медалей
| Місце              | Країна             | Золото | Срібло | Бронза | Загалом |
| ------------------ | ------------------ | ------ | ------ | ------ | ------- |
| 1                  | Австрія (AUT)      | 1      | 1      | 0      | 2       |
| 2                  | Фінляндія (FIN)    | 1      | 0      | 1      | 2       |
| 3                  | НДР (GDR)          | 0      | 1      | 0      | 1       |
| 3                  | Японія (JPN)       | 0      | 1      | 0      | 1       |
| Загалом (4 збірні) | Загалом (4 збірні) | 2      | 3      | 1      | 6       |

### Види програми
| Дисципліна          | Золото                     | Золото | Срібло                                         | Срібло | Бронза                                    | Бронза |
| ------------------- | -------------------------- | ------ | ---------------------------------------------- | ------ | ----------------------------------------- | ------ |
| Нормальний трамплін | Тоні Іннауер · Австрія     | 266.3  | Хірокадзу Яґі · Японія · Манфред Деккерт · НДР | 249.2  | не вручали, бо був поділ срібної нагороди |        |
| Великий трамплін    | Йоуко Термянен · Фінляндія | 271.0  | Губерт Нойпер · Австрія                        | 262.4  | Ярі Пуйкконен · Фінляндія                 | 248.5  |

## Країни-учасниці
У змаганнях зі стрибків з трампліна на Олімпійських іграх у Лейк-Плесіді взяли участь спортсмени 18-ти країн. Болгарія та Іспанія дебютували в цьому виді програми.
- Австрія (5)
- Болгарія (1)
- Канада (3)
- Іспанія (2)
- Фінляндія (4)
- Франція (2)
- Західна Німеччина (3)
- НДР (6)
- Італія (1)
- Японія (5)
- Норвегія (4)
- Польща (4)
- Швейцарія (4)
- Швеція (1)
- Чехословаччина (2)
- СРСР (4)
- США (6)
- Югославія (3)